# Malvidina
La Malvidina (Mv) es un O-metilado antocianidina. Como principal pigmento vegetal, los glucósidos son muy abundantes en la naturaleza.

## En la Naturaleza
Malvidina es responsable del color azul que se encuentra en los pétalos de las Primula plantas del grupo polyanthus. Flores de color azul de la pimpinela azul (Anagallis monelli) tienen también una gran concentración de malvidina. 
Se encarga principalmente de propocionar el color del vino tinto, siendo la especie Vitis vinifera una de sus fuentes. También está presente en otras bayas, tales como las de Aronia (Aronia sp.) o las de Amelanchier (Amelanchier alnifolia).

## Química
Las soluciones de malvidina de pH un poco ácido y neutro son característicamente de un color rojo, mientras que las soluciones de malvidina básicas proporcionan un color azul.
La descomposición de la malvidina da lugar a ácido siríngico.

## Uso como un marcador en arqueología
La descomposición de la malvidina da lugar a ácido siríngico. Como se revela en el examen de los frascos que contienen Shedeh, una bebida del antiguo Egipto. La malvidina también está presente en el sitio de la bodega Arení-1, una bodega de 6.100 años de antigüedad descubierta en 2007 en una cueva del complejo Arení-1 en el pueblo de Arení en la provincia Vayots Dzor de la República de Armenia.

## Glicosidas
- Malvina es una malvidina diglucosida.
- Oenina es la malvidina-3-glucosida.
- Primulin es la 3-O-galactosida de malvidina.
- Malvidina 3-rutinosida es un pigmento responsable del color de las brácteas en Curcuma alismatifolia (el tulipán de Siam).[5] malvidina 3-rutinósido acilado son responsables de la coloración violeta de Petunia integrifolia subsp. inflata.[6]
- Malvidina-3-O-glucosida-5-O-(6-acetilglucosida) es un pigmento responsable del color azul en 'Blue Johnson' y otros 'blue' de las flores del género geranium[7]